# Partij voor de Toekomst
De Partij voor de Toekomst (PvdT) was een Nederlandse politieke partij die kortstondig heeft bestaan in 2020. De partij werd opgericht door Tweede Kamerlid Henk Krol, nadat hij op 3 mei 2020 50PLUS verliet. Onafhankelijk Tweede Kamerlid Femke Merel van Kooten-Arissen sloot zich bij hem aan.

## Geschiedenis

### Ontstaan
Na ruzie binnen 50PLUS verliet Krol op 3 mei 2020 de partij en daarmee ook de Tweede Kamerfractie, maar behield zijn Kamerzetel. In de Tweede Kamer voegde hij zich bij de van de Partij voor de Dieren afgesplitste Van Kooten-Arissen en gaf aan met haar de Partij voor de Toekomst te gaan oprichten. Aangezien het formeel niet mogelijk was om hun duo-fractie in de Tweede Kamer de naam van de nieuw opgerichte partij te geven, werden ze actief als Groep Krol/van Kooten-Arissen.

### Fusie Groep Otten
Op 29 juni 2020 werd bekendgemaakt dat de PvdT zou gaan fuseren met Groep Otten (GO), een afsplitsing van het Forum voor Democratie, die op dat moment over twee senaatzetels en Statenzetels beschikte. Binnen de nieuwe partij zou Henk Krol lijsttrekker worden bij de eerstkomende Tweede Kamerverkiezingen en Henk Otten partijvoorzitter. Het idee achter de fusie was - aldus Otten - dat de kiezer niet zou zitten te wachten op allerlei splinterpartijtjes.

### Vertrek Van Kooten-Arissen en Krol
Op 5 augustus 2020 brak Van Kooten-Arissen met Krol. Volgens haar had hij haar voorgelogen dat zij en Krol het politieke beleid zouden bepalen, maar volgens Van Kooten-Arissen zou de praktijk zijn dat alleen Otten de beleidsmaker was. Ook bepaalde Otten het stemgedrag van de Groep Krol/van Kooten-Arissen in de Tweede Kamer.
Op 18 oktober 2020 maakte Henk Krol via Twitter bekend dat hij uit de Partij voor de Toekomst is gestapt. Krol beweerde dat er een medewerker is bedreigd. Krol richtte hierna de Lijst Henk Krol op.

### Opheffing
Na het vertrek van Krol besloot Otten weer door te gaan onder de naam GO. De website van de Partij voor de Toekomst wordt direct doorgeschakeld naar de website van GO.